# Vaccino anti-carbonchio
Il vaccino anti carbonchio (o anti-antrace) è utilizzato nella prevenzione della malattia dell'antrace del bestiame e dell'essere umano, causata dal Bacillus anthracis. Questo vaccino ha sempre avuto un posto di rilievo nella storia della medicina, a partire dal lavoro pionieristico di Louis Pasteur del 1881 fino al vaccino anti-antrace per uso umano, approvato dalla Food and Drug Administration fin dal 1970 e che negli Stati Uniti viene utilizzato principalmente per vaccinare e quindi proteggere le truppe americane contro un eventuale utilizzo di antrace in una guerra biologica.
Vaccini contro l'antrace umano sono stati sviluppati dall'Unione Sovietica verso la fine del 1930 e negli Stati Uniti e nel Regno Unito nel 1950. L'attuale vaccino approvato dalla FDA è stato formulato nel 1960.
Allo stato attuale i vaccini contro l'antrace che possono essere somministrati all'uomo comprendono la varietà acellulare (utilizzata negli USA e nel Regno Unito) e la varietà da spore viventi (utilizzata in Russia).
Tutte queste varietà di vaccini anti-antrace mostrano una notevole tendenza a dare reazioni avverse locali e generalizzate, fra queste in particolare eritema, indurimento, dolore, febbre. Sfortunatamente reazioni avverse anche gravi si verificano in una elevata percentuale dei soggetti sottoposti a immunizzazione (circa l'1%).
Sono attualmente allo studio nuovi tipi di vaccino (vaccini di seconda generazione), che includono vaccini vivi da tecniche di ingegneria genetica (tecnologia del DNA ricombinante) e vaccini ricombinanti costituiti da subunità.

## Storia
Nel 1870, il chimico francese Louis Pasteur (1822-1895) applicò all'antrace lo stesso metodo precedentemente utilizzato per immunizzare i polli contro la zoonosi nota con il nome di colera aviare. L'antrace è un'infezione acuta sostenuta dal batterio Bacillus anthracis, che si manifesta in molti animali erbivori, in particolare nelle pecore, capre e nei bovini, cavalli, suini, potendo anche interessare l'essere umano.
Nel mese di maggio 1881, Pasteur eseguì nella cittadina Pouilly-le-Fort un famoso esperimento pubblico, per dimostrare l'esistenza della vaccinazione. Preparò due gruppi di 25 pecore, uno dei quali venne vaccinato due volte, a distanza di 15 giorni, con un vaccino anti-antrace preparato dallo studioso.
Il secondo gruppo non fu vaccinato e venne utilizzato come gruppo di controllo. Dopo trenta giorni dalla prima vaccinazione agli animali di entrambi i gruppi fu iniettata una coltura di batteri vivi antrace. Tutti gli animali del gruppo non sottoposta a vaccinazione morirono. Tutti gli animali vaccinati sopravvissero. Il risultato positivo dell'esperimento fu accolto dal pubblico con grande entusiasmo.
Pasteur affermò pubblicamente di essere riuscito a creare il vaccino contro l'antrace esponendo i bacilli all'ossigeno. In realtà i suoi quaderni di laboratorio, ora conservati nella Bibliothèque Nationale di Parigi, mostrano che Pasteur per creare il vaccino contro l'antrace utilizzò un metodo simile a quello di un altro studioso e rivale, Jean-Joseph-Henri Toussaint (1847-1890), un veterinario di Tolosa.
(Professor Chon - Louis Pasteur)
Il metodo di Toussaint si basava sull'utilizzo del fenolo, mentre il collaboratori di Pasteur usarono il composto ossidante bicromato di potassio.
Il concetto che il contatto con germi poco virulenti poteva determinare l'acquisizione di una forma di immunità contro forme più aggressive non era nuovo: il medico inglese Edward Jenner (1749-1823) verso il 1798 era già ricorso alla vaccinazione di vaiolo bovino (cow-pox) al fine di conferire immunità crociata contro la forma più letale di vaiolo umano (smallpox). E al tempo di Pasteur era ormai divenuta prassi vaccinare con il cow-pox. Tuttavia l'originalità della scoperta di Pasteur e del suo vaccino anti-antrace stava nel fatto che si era partiti da un germe virulento e artificialmente lo si era indebolito, attenuandone l'aggressività e la capacità di superare le difese dell'organismo determinando una grave malattia, come in precedenza Pasteur aveva fatto, per la prima volta, con l'agente del colera dei polli. Questa scoperta rivoluzionò lo studio delle malattie infettive. Pasteur coniò per queste forme di malattia attenuata il termine di vaccino, in onore della primitiva scoperta di Jenner. Solo qualche anno dopo, nel 1885, Pasteur basandosi su queste scoperte produsse il suo primo vaccino antirabbico, coltivando il virus della rabbia su encefalo di conigli attenuandolo e indebolendolo attraverso un successivo processo di essiccamento del tessuto nervoso.

## Tipologie

### Vaccino tipo Sterne
Si tratta di un vaccino sviluppato dal medico sudafricano Max Sterne (1905-1997) nel 1935. L'immunologo riuscì a isolare un ceppo batterico che aveva perso naturalmente il suo plasmide pXO2, e quindi la sua capacità di produrre una capsula. (B. anthracis ha 3 principali fattori di virulenza, codificati su 2 plasmidi, chiamati pXO1 e pXO2. Se uno di questi due plasmidi è mancante, la virulenza del bacillo è molto ridotta).
Rispetto al ceppo selvatico, che produce sia la tossina sia la capsula, il ceppo Sterne si è dimostrato relativamente poco virulento, e tuttavia in grado di stimolare una risposta immunitaria protettiva.

Da quando è stato scoperto, intorno al 1930, il ceppo Sterne (34F2) del Bacillus anthracis è stato utilizzato con successo in tutto il mondo come metodo predominante per immunizzare il bestiame contro l'antrace.

Il ceppo Sterne non è patogeno per l'uomo, mentre nel topo si dimostra parzialmente virulento.
Alcuni ritengono che durante la manipolazione di routine del vaccino si possa comunque avere un piccolo rischio di infezione.

### Vaccini anti-antrace russi
Un vaccino contro l'antrace è stato sviluppato in Unione Sovietica negli anni 30 ed è divenuto disponibile per l'uso umano a partire dal 1940.
Il vaccino era di tipo vivo, attenuato, con spore non capsulate. Il vaccino veniva somministrato tramite scarificazione o per via sottocutanea, e gli studiosi sovietici affermavano che era ragionevolmente ben tollerato e studi clinici dimostravano una sua discreta protezione contro l'antrace cutaneo.
Il vaccino russo tipo vivo sarebbe stato superiore come efficacia rispetto ai vaccini sviluppati nel Regno Unito e negli Stati Uniti, di tipo morto, sviluppati negli anni '70 e '80. Al giorno d'oggi sia la Russia sia la Cina utilizzano dei ceppi attenuati e vivi per la vaccinazione umana. Esiste anche un vaccino vivo, georgiano-russo, costituito da spore di antrace. Il vaccino è una evoluzione del ceppo di Stern. Questo vaccino veniva somministrato in due dosi, ma i gravi effetti collaterali ne hanno limitato l'uso in adulti sani. Dosi del vaccino sarebbero state prodotte all'Istituto di Microbiologia e Virologia George Eliava di Tbilisi, in Georgia, almeno fino al 1991.

### Vaccino anti-antrace del Regno Unito
A partire dal 1954 nel Regno Unito divenne disponibile un vaccino anti-antrace per uso umano, talvolta chiamato Anthrax Vaccine Precipitated (AVP). Il vaccino AVP è somministrato in 3 dosi con una dose di richiamo a distanza di 6 mesi. Il vaccino è stato costituito a partire da un filtrato sterile di un precipitato di allume-antigene antrace dal ceppo Sterne in una soluzione iniettabile. Il vaccino è concepito per massimizzare la produzione di antigene protettivo (PA), la componente non tossica, capace di legarsi alle cellule, della tossina tripartita dell'antrace. Il vaccino tuttavia contiene anche quantità molto più piccole del fattore letale (LF), la subunità enzimaticamente attiva in grado di combinarsi con l'antigene protettivo PA per andare a formare la tossina letale (LT). Ciò spiega in gran parte gli effetti collaterali transitori che colpiscono alcuni individui.

Gli eccipienti presenti sono alluminio e potassio solfato, cloruro di sodio e acqua purificata. Il conservante è il tiomersale (0,005%). Il vaccino viene somministrato per iniezione intramuscolare e il ciclo vaccinale primario si basa su quattro iniezioni (0, 3, 6, settimane, seguita da una quarta dose a 6 mesi dalla terza). È necessario effettuare una singola dose di richiamo una volta all'anno.

Il vaccino è prodotto per nome e per conto del governo britannico dalla Health Protection Agency e viene fornito al Ministero della Salute per necessità della medicina del lavoro e al Ministero della difesa per proteggere il personale in servizio in caso di utilizzo di antrace come arma biologica.

### Vaccino anti-antrace degli USA
Gli Stati Uniti hanno intrapreso la ricerca di base, orientati a produrre un nuovo vaccino contro l'antrace negli anni '50 e '60.
Il prodotto, conosciuto come Anthrax Vaccine Adsorbed (AVA) - è stato autorizzato nel 1970 dal National Institutes of Health (NIH) e nel 1972 la Food and Drug Administration (FDA) degli USA ha assunto ogni responsabilità per il rilascio del vaccino.
AVA è prodotto a partire da filtrati di coltura di un ceppo mutante B. anthracis Vollum non virulento, non capsulato, noto come V770-NP1-R. Nel vaccino sono presenti bacilli non viventi. Il vaccino determina un'immunità protettiva dopo 3-6 dosi. Il vaccino AVA rimane l'unico vaccino contro l'antrace umano con licenza FDA utilizzabile negli Stati Uniti ed è attualmente prodotto dalla Emergent BioDefense Corporation, precedentemente conosciuta come BioPort Corporation a Lansing, nel Michigan.

## Usi clinici
Il vaccino del carbonchio è impiegato per indurre immunità attiva contro l'antrace (o carbonchio). La somministrazione del vaccino è raccomandata soprattutto in quei soggetti che per la loro professione possono venire a contatto con lana, setole, ossa, pellami, alimenti, carcasse di animali infetti.

## Effetti collaterali e indesiderati
Generalmente non sono particolarmente gravi. Le reazioni sono rare, ma a volte può comparire una leggera eruzione cutanea o gonfiore nel sito di iniezione. In genere l'eruzione e la tumefazione tendono a perdurare per un paio di giorni. In alcuni soggetti si possono verificare adenopatia, lieve febbre, sintomi simil-influenzali, prurito, orticaria o altre reazioni di tipo allergico.

## Controindicazioni
È controindicato nei soggetti con ipersensibilità nota a una precedente dose di vaccino.

## Dosi terapeutiche
- Vaccino AVP:  il vaccino deve essere somministrato per iniezione intramuscolare impiegando 4 dosi da 0,5 mL ciascuna. Le prime tre dosi vanno somministrate rispettando intervalli di 3 settimane e la quarta dose 6 mesi dopo la terza. Inoltre, annualmente vanno somministrate dosi di richiamo.
- Vaccino AVA: Viene somministrato per via intramuscolare in 5 dosi da 0,5 mL al giorno 0, la settimana 4, 6, 12 e a distanza di 18 mesi. Una iniezione annuale di richiamo è consigliata per coloro che rimangono a rischio.

## Stabilità e conservazione
Il vaccino del carbonchio si deve conservare a temperatura compresa tra +2° e +6 °C (in altre parole in frigorifero), evitandone il congelamento.